# アンジェロ・イアキーノ

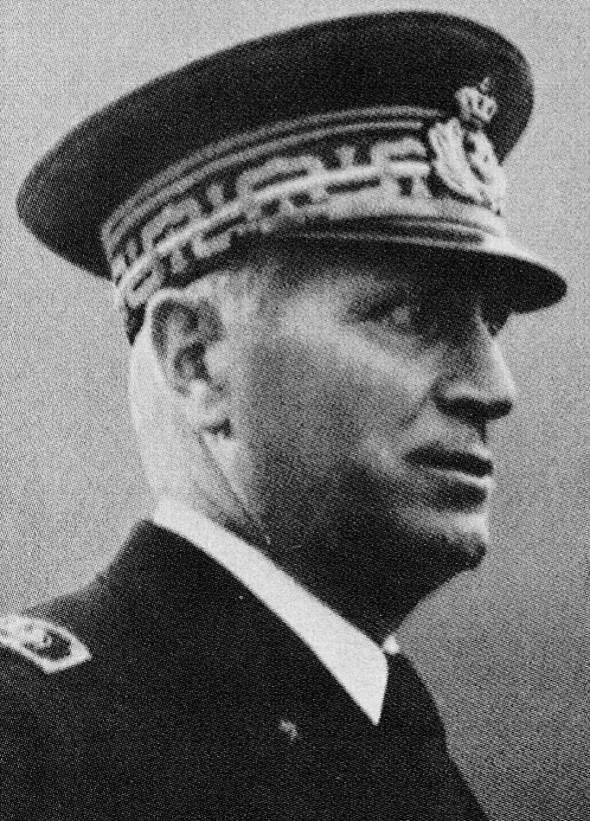
アンジェロ・イアキーノ(1954年)

アンジェロ・イアキーノ（Angelo Iachino, 1889年4月4日 - 1976年12月3日）は、イタリア王国の海軍軍人。最終階級は大将。

## 来歴
イアキーノはリグーリア州のサンレーモで生まれ、1904年にリヴォルノの海軍兵学校に入学し、1907年に卒業した。第一次世界大戦中は魚雷艇の指揮官として戦闘に参加し、終戦を迎えた。
戦後もイアキーノは1923年から1928年まで中国でイタリア大使館付海軍武官を勤め、帰国後は駆逐艦の指揮官に、1930年代前半は巡洋艦の指揮官となった。スペイン内戦では艦隊司令官として参加し、1936年8月7日に准将、1938年1月1日に少将に昇進し、1939年のアルバニア占領にも参加した。
1939年9月16日中将に昇進、1940年7月25日に第2艦隊司令長官に就任、同年11月27日のスパルティヴェント岬沖海戦でイアキーノは重巡洋艦艦隊を指揮、12月8日に艦隊司令長官とイタリア王国海軍の最高司令官に就任し、その後もマタパン岬沖海戦、第1次シルテ湾海戦・第2次シルテ湾海戦で艦隊を指揮した。
1943年4月5日にカルロ・ベルガミーニ中将に艦隊司令官と海軍最高司令官の職を譲った。
その翌日の4月6日に大将に昇進している。戦後は1954年に退役し、1976年に87歳で没した。